# Neoalsomitra rotundifoliola
Neoalsomitra rotundifoliola är en gurkväxtart som först beskrevs av Célestin Alfred Cogniaux, och fick sitt nu gällande namn av Hutchinson. Neoalsomitra rotundifoliola ingår i släktet Neoalsomitra och familjen gurkväxter. Inga underarter finns listade i Catalogue of Life.